# Lannasmaa
Lannasmaa este o arie protejată (arie specială de conservare — SAC, sit de importanță comunitară — SCI) din Estonia întinsă pe o suprafață de 14,3 ha, integral pe uscat.

## Localizare
Centrul sitului Lannasmaa este situat la coordonatele 58°17′05″N 22°01′06″E / 58.2847°N 22.0184°E.

## Înființare
Situl Lannasmaa a fost declarat sit de importanță comunitară în aprilie 2004 pentru a proteja . Situl a fost protejat și ca arie specială de conservare în iulie 2006.

## Biodiversitate
Situată în ecoregiunea boreală, aria protejată conține 2 habitate naturale: Alvar nordic și șisturi calcaroase precambriene, Pășuni din zone de pădure fino-scandinave.
La baza desemnării sitului se află un număr nedeclarat de specii protejate: